# The Gauntlet (studio di piercing)
The Gauntlet, anche conosciuto come Gauntlet Enterprises, più tardi divenuto Gauntlet, Inc., è uno studio di piercing fondato da Jim Ward il 17 novembre 1975. The Gauntlet è considerato il primo studio di piercing degli Stati Uniti d'America e la prima azienda in assoluto di piercing che ha dato il via all'intera industria del piercing e alla sua fase professionale.
Chiusa per fallimento nel 1998, dopo anni di stagnazione, nel 2004 il curatore fallimentare ha venduto l'azienda all'asta su eBay per $ 6623,32, a una persona che è voluta rimanere anonima, restituendola a Jim Ward per la cifra simbolica di $ 1,00.

## Storia
Ispirato dall'amico e mentore Doug Malloy, Jim Ward, aprì The Gauntlet novembre 1975, nella sua sede originale nella casa di Ward a West Hollywood. La sera di venerdì 17 novembre 1978 celebrò la grande inaugurazione del suo primo punto vendita commerciale all'8720 di Santa Monica Blvd, sempre a West Hollywood. Durante la sua lunga attività, The Gauntlet aprì sedi succursali anche a San Francisco, New York e Seattle, oltre a un franchising a Parigi.
La clientela di The Gauntlet proveniva principalmente dalle comunità gay S&M della California e durante gli anni in cui Ward ha gestito la sua attività da casa, molti clienti del Gauntlet provenivano da un gruppo di uomini gay di Los Angeles noti come T&P Group (sigla che sta per Tattooing & Piercing Group). The Gauntlet è diventato noto come un luogo alla moda per il piercing e la sua base di clienti è cresciuta negli anni andando oltre le radici gay delle origini. Nel suo periodo di massimo splendore, The Gauntlet gestiva una solida attività di produzione e di vendita per corrispondenza di gioielleria per piercing. La produzione è stata in seguito appaltata ad altre aziende. The Gauntlet non solo produceva gioielleria per piercing, ma Ward stesso e il suo team hanno sviluppato diversi tipi di gioielli per il corpo in uso oggi. Ciò include la coniazione dei termini in uso per la gioielleria per piercing come barbell, circular barbell e captive bead ring. Il lavoro svolto da Ward e dagli altri in questo studio ha stabilito lo standard per i piercing più comunemente praticati nei moderni studi di piercing.
Oltre a vendere gioielli per il corpo e attrezzature correlate, The Gauntlet ha pubblicato un periodico intitolato PFIQ, sigla che sta per Piercing Fans International Quarterly (lett. "Trimestrale internazionale per i fan del piercing"). Originariamente una newsletter per lo più in bianco e nero, PFIQ si è evoluta in una rivista patinata a colori con foto, illustrazioni, storie e suggerimenti relativi al piercing. Durante i suoi anni di pubblicazione, PFIQ è stata la principale fonte di informazioni sul piercing. Una pubblicazione correlata, Pin Pals, era una newsletter in cui le persone con piercing potevano pubblicare annunci personali.
Nel 1996, The Gauntlet ha ricevuto il premio Business of the Year come parte dei Pantheon of Leather Awards.
Alla fine degli anni novanta, The Gauntlet ha attraversato numerose difficoltà finanziarie, situazione aggravata dalla malattia di Jim Ward. Dopo oltre 20 anni di attività, The Gauntlet chiuse i battenti alla fine del 1998 dichiarando bancarotta in base al Capitolo 7. L'azienda e i suoi beni dovevano essere liquidati per pagare i creditori, ma l'impegno del curatore fallimentare non portò a nulla e l'azienda e i suoi beni languirono per quasi sei anni. Nel giugno del 2016 il liquidatore fallimentare ha messo la proprietà all'asta su eBay, dove è stata acquistata da un acquirente che ha voluto mantenere l'anonimato per $ 6.623,32. Costui, che in una mail ha spiegato di sentirsi in debito con Jim Ward per il lavoro svolto in favore del piercing, ha restituito l'azienda a jim Ward per la cifra simbolica di $ 1,00.

## Piercer
A partire dal 1992, diversi piercer dello studio Gauntlet hanno ottenuto la certificazione di Senior e Master Piercer. Molti di questi individui sono diventati influenti nella comunità del piercing, formando le generazioni successive di piercer, aprendo propri negozi e sviluppando l'arte del piercing per soddisfare le esigenze dei loro clienti, mantenendo gli standard di sterilità e la qualità dei gioielli.
- Elayne Angel: è stata la prima persona a venire certificata come Master Piercer.
- Michaela Grey: è stata la direttrice dei Gauntlet Piercing Seminars e in seguito la fondatrice dell'Association of Professional Piercers.
- Dan Kopka: ha formato molti dei piercer che hanno lavorato presso lo studio Gauntlet di New York.
- Mark Seitchik: piercer di lunga esperienza presso lo studio Gauntlet di San Francisco e in seguito manager presso lo studio di New York.
- Paul King: piercer di lunga esperienza al Gauntlet di San Francisco e di Los Angeles e in seguito proprietario di Cold Steel America, uno studio di piercing di San Francisco.
- Fakir Musafar: presentato a Jim Ward da un amico comune nei primi anni settanta, Fakir si è impegnato molto nella neonata azienda di Jim, The Gauntlet. Fakir è stato parte integrante del contenuto di PFIQ, rivista pubblicata da Gauntlet.